# باولو كاتالانو
باولو كاتالانو ( بالإيطالية: Paolo Catalano) ( مواليد 27 فبراير 1964، طرابلس)، هو عداء إيطالي متقاعد متخصص في سباق 200 متر، وفاز بميداليتين مع فريق التتابع الوطني في منافسات ألعاب القوى الدولية.

## مسيرته
احتل المركز السابع في سباق تتابع 4 × 100 متر في بطولة العالم لألعاب القوى 1987، مع زملائه في الفريق إزيو مادونيا، ودومينيكو، غورلا وبيرفرانشيسكو بافوني، كما شارك في بطولة العالم للأماكن المغلقة في عامي 1989و1991 دون الوصول إلى النهائي.
كان أفضل وقت له في سباق 200 متر هو 20.99 ثانية، في فبراير 1989 في مدينة تورينو، وأفضل وقت له في سباق 100 متر هو 10.61 ثانية وذلك في أغسطس 1990 في سيستريير.